# New Zealand tại Thế vận hội

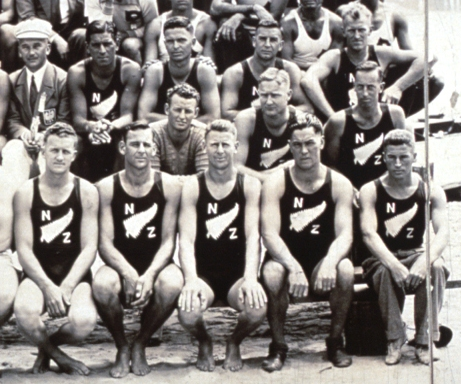
Tuyển rowing New Zealand tại Thế vận hội Mùa hè 1932

New Zealand lần đầu gửi một đoàn thể thao độc lập đến Thế vận hội năm 1920. Trước đó, tại Thế vận hội Mùa hè 1908 và Thế vận hội Mùa hè 1912, các vận động viên (VĐV) New Zealand và Úc cùng thuộc đoàn Australasia. New Zealand cũng tham dự hầu hết các kỳ Thế vận hội Mùa đông kể từ năm 1952, vắng mặt duy nhất các lần năm 1956 và 1964.
Ủy ban Olympic New Zealand (NZOC) là Ủy ban Olympic quốc gia của New Zealand. NZOC được thành lập năm 1911, và được công nhận bởi Ủy ban Olympic Quốc tế (IOC) năm 1919.
Các VĐV New Zealand đã giành được tổng cộng 120 huy chương tại các kỳ Thế vận hội Mùa hè và Mùa đông. Các môn thi đấu thành công nhất là chèo thuyền và điền kinh với 24 tấm huy chương mỗi môn; thuyền buồm theo sau với 22 tấm. Ba tấm huy chương Thế vận hội Mùa đông của New Zealand thuộc môn trượt tuyết đổ đèo kỳ 1992 và trượt ván trên tuyết cùng trượt tuyết tự do kỳ 2018. 120 huy chương giành được giúp New Zealand xếp hạng 34 trên bảng tổng sắp huy chương Thế vận hội tính theo tổng số huy chương và hạng 26 tính theo loại huy chương.
Sau Thế vận hội Mùa hè 2016, 1371 VĐV đã đại diện thi đấu cho New Zealand tại Thế vận hội. Harry Kerr được coi là VĐV Olympic người Kiwi đầu tiên và Adrian Blincoe là VĐV thứ 1000. Tính tới ngày 11 tháng 6 năm 2009, trong số 1111 VĐV Olympic, 114 người đã qua đời và 21 người không rõ tin tức.
Tới ngày 25 tháng 6 năm 2009 chỉ còn 9 người chưa thể xác định được thông tin cư trú.

## New Zealand tại Thế vận hội Mùa hè
Người đầu tiên đến từ New Zealand thi đấu tại Thế vận hội là Victor Lindberg, thi đấu cho Câu lạc bộ Bơi lội Osborne thuộc Anh Quốc. Câu lạc bộ đã giành chiến thắng môn bóng nước tại Thế vận hội Mùa hè 1900.
Do vị trí địa lý ở nam Thái Bình Dương và ở xa các thành phố chủ nhà Thế vận hội những kỳ đầu ở châu Âu và Bắc Mỹ, người New Zealand phải trải qua những chuyến hải hành dài để góp mặt tranh tài. New Zealand gửi đoàn VĐV độc lập đầu tiên đến Thế vận hội lần thứ VII năm 1920, gồm hai VĐV chạy, một VĐV chèo thuyền, và một VĐV bơi 15 tuổi. Trước 1920, ba người New Zealand từng giành huy chương khi thi đấu cho đoàn Australasia các năm 1908 và 1912. Với sự phát triển của hàng không quốc tế những năm 1950, và với một số lượng lớn hơn các môn thể thao tại Thế vận hội, các đoàn Olympic của New Zealand cũng gia tăng nhân số.
New Zealand, cũng như các nước Nam Bán cầu, có bất lợi khi đến cao điểm chuẩn bị cho các môn Thế vận hội Mùa hè, đại hội được tổ chức vào những tháng mùa đông ở nước này. Chỉ mới 3 kỳ Thế vận hội diễn ra ở Nam Bán cầu, Thế vận hội Mùa hè 1956 ở Melbourne, Thế vận hội Mùa hè 2000 ở Sydney, và Thế vận hội Mùa hè 2016 ở Rio de Janeiro.
Việc New Zealand tham dự kỳ vận hội 1976 đã gây tranh cãi, và dẫn tới sự kiện các nước châu Phi tẩy chay Thế vận hội; các nước này phản đối các hoạt động giao lưu thể thao giữa All Blacks và Nam Phi a-pác-thai.

## New Zealand tại Thế vận hội Mùa đông
New Zealand tham gia Thế vận hội Mùa đông một cách khiêm tốn hơn, do khí hậu đại dương và vị trí ở Nam Bán cầu khiến các VĐV bước vào cao điểm chuẩn bị ngay giữa hè. New Zealand không có đoàn thể thao dự Thế vận hội Mùa đông cho đến năm 1952. Tại Thế vận hội Mùa đông 1988, đoàn bao gồm các VĐV trượt xe lòng máng; môn thể thao tiếp theo mà nước này tham gia sau trượt tuyết đổ đèo.
Năm 1992, Annelise Coberger trở thành người đầu tiên đến từ Nam Bán cầu giành huy chương tại Thế vận hội Mùa đông khi cô đoạt tấm huy chương bạc nội dung dích dắc ở Albertville, Pháp.
Năm 2018, Zoi Sadowski-Synnott mang về cho New Zealand tấm huy chương Olympic Mùa đông thứ hai trong nội dung mở màn trượt ván trên tuyết - nhào lộn trên không ở Pyeongchang, Hàn Quốc; đó là một huy chương đồng. Sau đó cùng ngày, Nico Porteous, 16 tuổi, giành tấm huy chương thứ ba cho New Zealand nội dung lòng máng nam môn trượt tuyết tự do, cũng là huy chương đồng.

## Bảng huy chương

### Thế vận hội Mùa hè
| Thế vận hội           | Số VĐV                             | Vàng         | Bạc | Đồng | Tổng số | Xếp thứ |
| Luân Đôn 1908         | như một phần của Australasia (ANZ) |              |     |      |         |         |
| Stockholm 1912        | như một phần của Australasia (ANZ) |              |     |      |         |         |
| Antwerpen 1920        | 4                                  | 0            | 0   | 1    | 1       | 22      |
| Paris 1924            | 4                                  | 0            | 0   | 1    | 1       | 23      |
| Amsterdam 1928        | 10                                 | 1            | 0   | 0    | 1       | 24      |
| Los Angeles 1932      | 21                                 | 0            | 1   | 0    | 1       | 22      |
| Berlin 1936           | 7                                  | 1            | 0   | 0    | 1       | 20      |
| Luân Đôn 1948         | 7                                  | 0            | 0   | 0    | 0       | –       |
| Helsinki 1952         | 15                                 | 1            | 0   | 2    | 3       | 24      |
| Melbourne 1956        | 53                                 | 2            | 0   | 0    | 2       | 16      |
| Roma 1960             | 37                                 | 2            | 0   | 1    | 3       | 14      |
| Tokyo 1964            | 64                                 | 3            | 0   | 2    | 5       | 12      |
| Thành phố México 1968 | 52                                 | 1            | 0   | 2    | 3       | 27      |
| München 1972          | 89                                 | 1            | 1   | 1    | 3       | 23      |
| Montréal 1976         | 80                                 | 2            | 1   | 1    | 4       | 18      |
| Moskva 1980           | 4                                  | 0            | 0   | 0    | 0       | –       |
| Los Angeles 1984      | 130                                | 8            | 1   | 2    | 11      | 8       |
| Seoul 1988            | 83                                 | 3            | 2   | 8    | 13      | 18      |
| Barcelona 1992        | 134                                | 1            | 4   | 5    | 10      | 28      |
| Atlanta 1996          | 97                                 | 3            | 2   | 1    | 6       | 26      |
| Sydney 2000           | 151                                | 1            | 0   | 3    | 4       | 46      |
| Athens 2004           | 148                                | 3            | 2   | 0    | 5       | 24      |
| Bắc Kinh 2008         | 182                                | 3            | 2   | 4    | 9       | 25      |
| Luân Đôn 2012         | 184                                | 6            | 2   | 5    | 13      | 15      |
| Rio de Janeiro 2016   | 199                                | 4            | 9   | 5    | 18      | 19      |
| Tokyo 2020            |                                    | chưa diễn ra | –   |      |         |         |
| Paris 2024            |                                    | chưa diễn ra | –   |      |         |         |
| Los Angeles 2028      |                                    | chưa diễn ra | –   |      |         |         |
| Tổng số               | Tổng số                            | 46           | 27  | 44   | 117     | 26      |

### Thế vận hội Mùa đông
| Thế vận hội              | Số VĐV        | Vàng          | Bạc           | Đồng          | Tổng số       | Xếp thứ       |
| Oslo 1952                | 3             | 0             | 0             | 0             | 0             | –             |
| Cortina d'Ampezzo 1956   | không tham dự | không tham dự | không tham dự | không tham dự | không tham dự | không tham dự |
| Squaw Valley 1960        | 4             | 0             | 0             | 0             | 0             | –             |
| Innsbruck 1964           | không tham dự | không tham dự | không tham dự | không tham dự | không tham dự | không tham dự |
| Grenoble 1968            | 6             | 0             | 0             | 0             | 0             | –             |
| Sapporo 1972             | 2             | 0             | 0             | 0             | 0             | –             |
| Innsbruck 1976           | 5             | 0             | 0             | 0             | 0             | –             |
| Lake Placid 1980         | 5             | 0             | 0             | 0             | 0             | –             |
| Sarajevo 1984            | 6             | 0             | 0             | 0             | 0             | –             |
| Calgary 1988             | 9             | 0             | 0             | 0             | 0             | –             |
| Albertville 1992         | 6             | 0             | 1             | 0             | 1             | 17            |
| Lillehammer 1994         | 7             | 0             | 0             | 0             | 0             | –             |
| Nagano 1998              | 8             | 0             | 0             | 0             | 0             | –             |
| Thành phố Salt Lake 2002 | 10            | 0             | 0             | 0             | 0             | –             |
| Torino 2006              | 18            | 0             | 0             | 0             | 0             | –             |
| Vancouver 2010           | 16            | 0             | 0             | 0             | 0             | –             |
| Sochi 2014               | 15            | 0             | 0             | 0             | 0             | –             |
| Pyeongchang 2018         | 21            | 0             | 0             | 2             | 2             | 26            |
| Bắc Kinh 2022            | chưa diễn ra  | chưa diễn ra  | chưa diễn ra  | chưa diễn ra  | chưa diễn ra  | chưa diễn ra  |
| Milano–Cortina 2026      | chưa diễn ra  | chưa diễn ra  | chưa diễn ra  | chưa diễn ra  | chưa diễn ra  | chưa diễn ra  |
| Tổng số                  | Tổng số       | 0             | 1             | 2             | 3             | 43            |

### Huy chương theo môn Mùa hè
| Môn                    | Vàng | Bạc | Đồng | Tổng số |
| ---------------------- | ---- | --- | ---- | ------- |
| Chèo thuyền            | 11   | 3   | 10   | 24      |
| Điền kinh              | 10   | 3   | 11   | 24      |
| Thuyền buồm            | 9    | 7   | 6    | 22      |
| Canoeing               | 7    | 3   | 2    | 12      |
| Đua ngựa               | 3    | 2   | 5    | 10      |
| Bơi lội                | 2    | 1   | 3    | 6       |
| Xe đạp                 | 1    | 3   | 4    | 8       |
| Quyền Anh              | 1    | 1   | 1    | 3       |
| Ba môn phối hợp        | 1    | 1   | 1    | 3       |
| Khúc côn cầu trên cỏ   | 1    | 0   | 0    | 1       |
| Bắn súng               | 0    | 1   | 1    | 2       |
| Bóng bầu dục bảy người | 0    | 1   | 0    | 1       |
| Golf                   | 0    | 1   | 0    | 1       |
| Tổng số (13 đơn vị)    | 46   | 27  | 44   | 117     |

### Huy chương theo môn Mùa đông
| Môn                  | Vàng | Bạc | Đồng | Tổng số |
| -------------------- | ---- | --- | ---- | ------- |
| Trượt tuyết đổ đèo   | 0    | 1   | 0    | 1       |
| Trượt ván trên tuyết | 0    | 0   | 1    | 1       |
| Trượt tuyết tự do    | 0    | 0   | 1    | 1       |
| Tổng số (3 đơn vị)   | 0    | 1   | 2    | 3       |